# 1925 en Palestine mandataire
Chronologie de la Palestine
- 1921
- 1922
- 1923
- 1924
- 1925
- 1926
- 1927
- 1928
- 1929

Cette page concerne les évènements survenus en 1925 en Palestine mandataire :

## Évènements
- 1er juin : La première édition du quotidien en hébreu Davar est publiée sous le titre de Davar - Iton Poalei Eretz Yisrael, littéralement en français : Davar - Journal des travailleurs d'Eretz Yisrael.
- 24 juillet : Ordonnance de 1925 sur la citoyenneté palestinienne, révoquée par Israël en 1952 (Loi sur la citoyenneté israélienne (en)).
- 6 décembre : Élection de la deuxième assemblée des représentants juifs en Palestine mandataire.

## Création
- Université hébraïque de Jérusalem
- Technion – Institut de technologie d'Israël (institut de recherches).
- Fondation du kibbout Givat HaShlosha et du moshav Hod Hasharon.

## Naissances
- Shlomo Moussaieff, bijoutier et collectionneur israélien (mort en 2015).
- Walid Khalidi, historien palestinien qui a beaucoup écrit sur l'exode palestinien.
- Yechiel Fishel Eisenbach (en), rabbin israélien (mort en 2008).

## Décès
- Abraham Ahron Borstein (he), rabbin lituanien.
- Salomon Schiller (he), enseignant polonais et intellectuel sioniste.